# الشبول
قرية الشبول هي إحدى القرى التابعة لمركز المنزلة في محافظة الدقهلية في جمهورية مصر العربية. حسب إحصاءات سنة 2006، بلغ إجمالي السكان في الشبول 13144 نسمة، منهم 6888 رجل و6256 امرأة.